# Mi–2
A Mi–2 könnyű, többcélú szállító helikopter, amelyet a moszkvai Mil tervezőiroda fejlesztett ki az 1960-as évek elején. Sorozatgyártása kizárólag Lengyelországban, a WSK „PZL–Świdnik” repülőgépgyárban folyt. Elsősorban polgári célokra készített helikopter, katonai alkalmazása főleg felderítő, szállítási és futárfeladatok ellátására korlátozódik, de 23 mm-es gépágyúval és 57 mm-es földi célok elleni nemirányított rakétákkal felszerelt változatai korlátozott mértékben a földi csapatok támogatására is alkalmasak. A sorozatgyártás 1985-ös beszüntetéséig mintegy 7200 db készült.

## Típusváltozatok
A típus húsz éves sorozatgyártása alatt mintegy huszonöt féle változatát állították elő. Közülük a legjelentősebbek:
- Mi–2URP Szalamandra  – Felfegyverzett változat. Fegyverzetét egy 23 mm-es NSZ–23 gépágyú, 7,62 mm-es géppuska, négy db 9M14M Maljutka páncéltörő rakéta, valamint 2 db Grad rakétarendszer alkotja.
- PZL Kania – A legjelentősebb modernizáción átesett változat, amelyet Allison C20B gázturbinával szereltek fel.

## Rendszeresítő államok

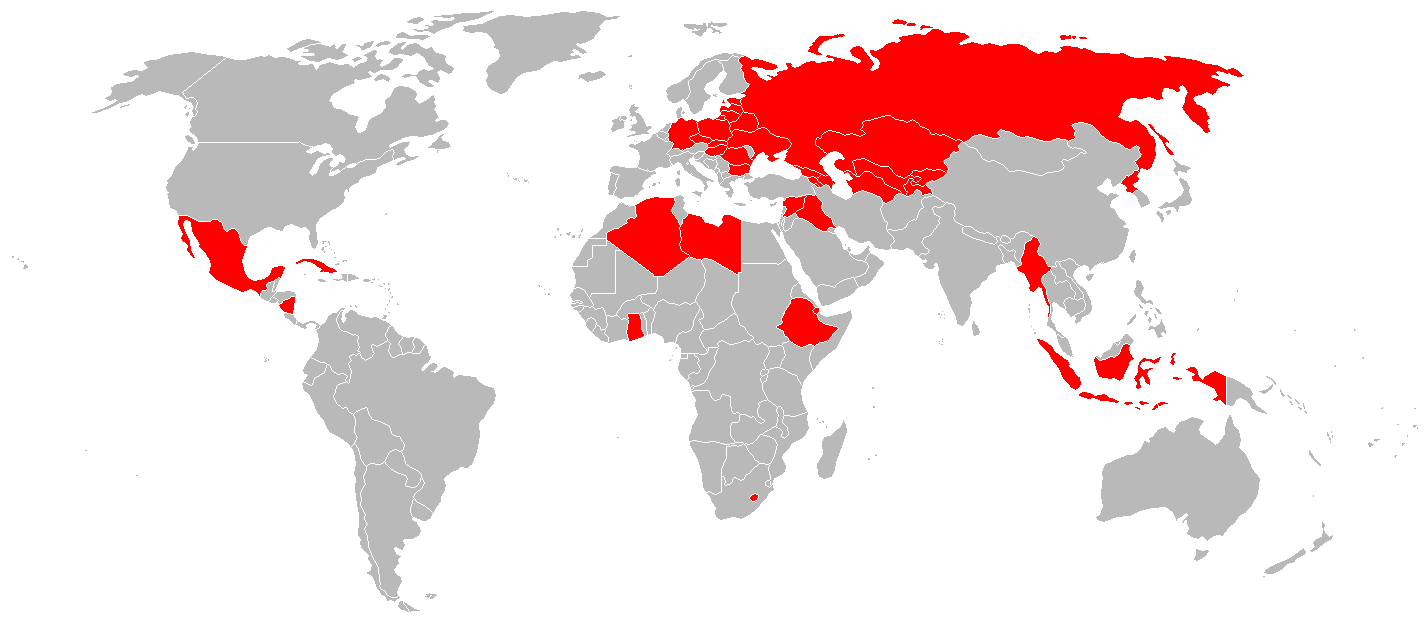
A Mi–2 üzemeltetői

- Afganisztán
- Albánia
- Algéria
- Azerbajdzsán
- Bulgária
- Csehország
- Csehszlovákia
- Dzsibuti
- Észak-Korea
- Észtország
- Etiópia
- Ghána
- Grúzia
- Indonézia
- Irak
- Jugoszlávia
- Kuba
- Lengyelország
- Lesotho
- Lettország
- Líbia
- Litvánia
- Magyarország 4 db üzemel
- Mexikó
- Mianmar
- Németország
- Nicaragua
- Oroszország
- Örményország
- Románia
- Szíria
- Szlovákia 6 db van szolgálatban
- Szovjetunió
- Ukrajna

## Balesetei
Magyarországon napjainkig 15 Mi–2-es helikopter zuhant le a következő dátumok alkalmával és helyeken (nem minden esetben ismert a helyszín): 1983. augusztus 13., (Sopron), 1986. május 14., (Pécs), 1986. augusztus 22., (Pécel), 1987. április 2, (egyelőre nem ismert helyen), 1988. (egyelőre nem ismert helyen), 1993. december 15., (Tiszaújváros), 1994. április 24., (Soltvadkert), 1994. október 22. (Orosháza), 1995. február 24., (Délegyháza), 1996. május 18., (Pákozd), 1999. december 28., (Börgönd), 2002. augusztus 19., (Felsőgöd), 2003. szeptember 30., (Röszke), 2005. március 31. (Pécs), 2012. május 12. (egyelőre nem ismert helyen).
Ezek közül a legsúlyosabb baleset az 1994. október 22. 14:57-kor bekövetkezett tragédia volt, mely Orosházán következett be. A HOREX Kft. helikoptere lezuhant, miután a hajtómű üzemanyag-ellátása megszűnt. A pilóta és kilenc utasa életét vesztette a tragédiában. A baleset vizsgálata kimutatta, hogy az ukrán személyzetnek nem volt személyszállítási engedélye és a gép a megengedett 7 utas helyett kilenc fővel szállt fel.